# Варданашен
Варданашен (арм. Վարդանաշեն) — село в Армавирской области Армении.

## География
Село расположено в юго-восточной части марза, при автодороге , на левом берегу реки Аракс, на расстоянии 18 километров к юго-востоку от города Армавир, административного центра области. Абсолютная высота — 840 метров над уровнем моря.
Климат
Климат характеризуется как семиаридный (BSk в классификации климатов Кёппена). Среднегодовая температура воздуха составляет 12,4 °C. Средняя температура самого холодного месяца (января) составляет −2,7 °С, самого жаркого месяца (июля) — 25,7 °С. Расчётная многолетняя норма атмосферных осадков — 284 мм. Наибольшее количество осадков выпадает в мае (48 мм).

## История
Прежнее название села — Чибухчи. По словам азербайджанского топонимиста Ситары Мирмахмудовой, тюркский топоним Чибухчи (азерб. Чубухчу) происходит от слов чубух — «палка» и суффикса -чи.  
Иван Шопен отмечал, что согласно сведениям из "Камерального описания", составленного в 1829-1831 годах, в селе Чибухчи Сардарь-абадского магала Эриванской провинции проживало 32 человек, все из них - армяне, проживавшие в селе до 1828 года (в источнике называются "коренными армянами", чтобы отличать от армян, переселившихся в 1828-1831 годах в Армянскую область из Персии и Турции). 
По данным «Сборника сведений о Кавказе» за 1880 год в селе Чубухчи Эчмиадзинского уезда по сведениям 1873 года было 45 дворов и проживало 314 человек, в основном армянской национальности ("народности") и армяно-григорианского вероисповедания, среди которых 150 мужского пола и 164 женского. Также в селе была расположена армяно-григорианская церковь и 2 мельницы. 

## Население
| Год переписи | Население          | Население          | Население          | Население            | Население            | Население            |
| Год переписи | Наличное население | Наличное население | Наличное население | Постоянное население | Постоянное население | Постоянное население |
| Год переписи | Всего              | Мужчины            | Женщины            | Всего                | Мужчины              | Женщины              |
| ------------ | ------------------ | ------------------ | ------------------ | -------------------- | -------------------- | -------------------- |
| 2001         | 907                | 452                | 455                | 913                  | 457                  | 456                  |
| 2011         | 805                | 429                | 376                | 824                  | 440                  | 384                  |